# Kay Johannsen

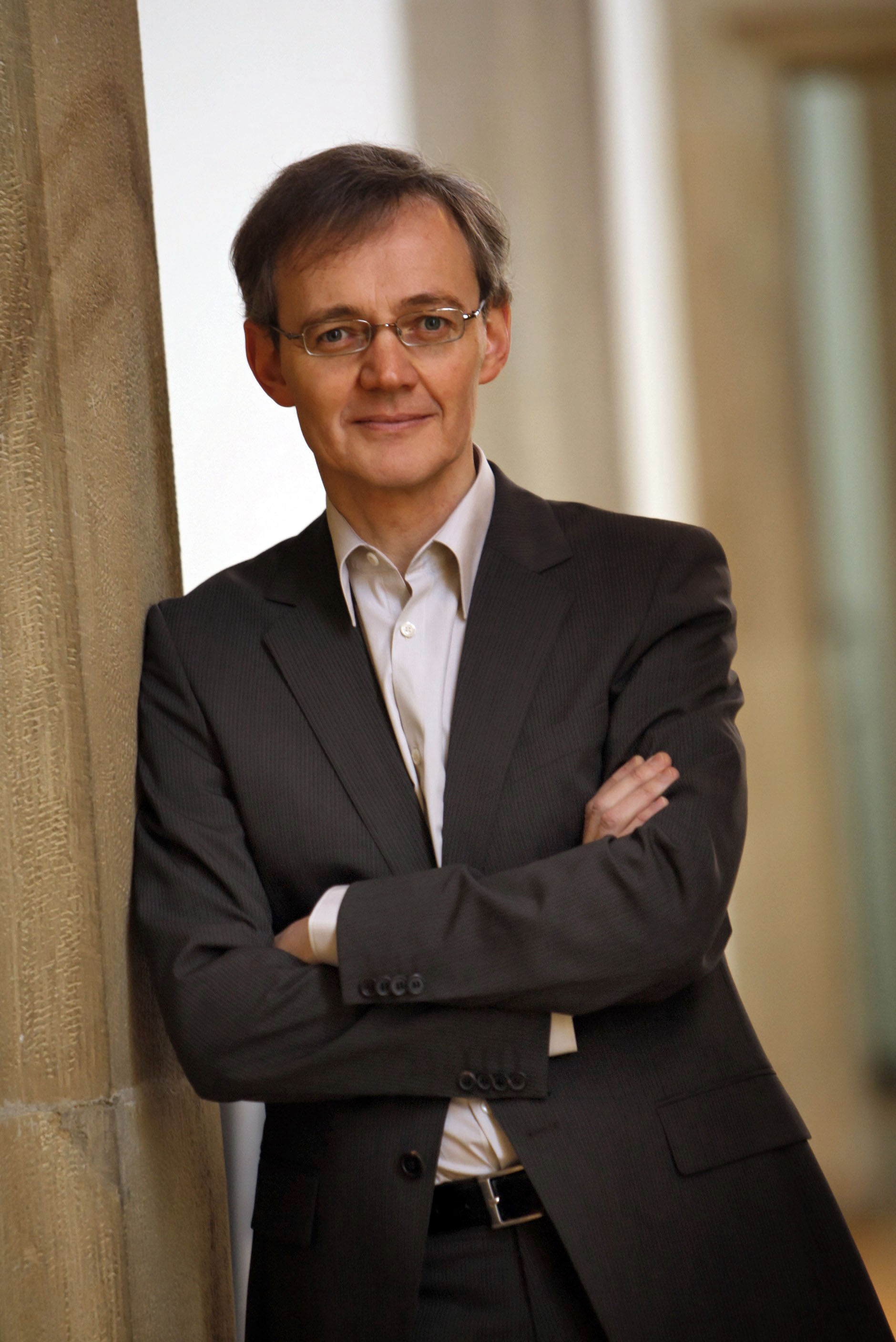
Kay Johannsen

Kay Johannsen (* 1. Oktober 1961) ist ein deutscher Organist, Cembalist, Komponist, Dirigent und Chorleiter.

## Biografie
Er studierte Kirchenmusik (A-Examen), Orgel und Dirigieren an der Hochschule für Musik in Freiburg im Breisgau und in Boston. Seit 1994 ist er Kantor und Organist an der Stiftskirche Stuttgart, wo er die Stuttgarter Kantorei gründete und die Stiftsmusik Stuttgart mit der „Stunde der Kirchenmusik“ künstlerisch leitet. 1998 wurde er zum Kirchenmusikdirektor ernannt. Er gewann mehrere Preise bei nationalen und internationalen Orgelwettbewerben, so den 1. Preis beim Deutschen Musikwettbewerb in Bonn 1988.
Seit seinem mit Auszeichnung abgeschlossenen Solistendiplom gastiert Kay Johannsen als Organist bei Festivals in Europa, Asien, Südamerika, Südafrika und den USA. Als Solist in Konzerten und Orgelsymphonien von Georg Friedrich Händel, Carl Philipp Emmanuel Bach, Marco Enrico Bossi, Richard Strauss, Josef Gabriel Rheinberger, Camille Saint-Saëns, Marcel Dupré, Francis Poulenc, Peter Förtig, Georg Katzer, Hans-Jürgen von Bose und Wolfgang Rihm trat er mit vielen Symphonieorchestern im In- und Ausland auf. Auch als Orgelimprovisator ist Johannsen zu erleben.
Als Generalbassspieler wirkte er bei den Berliner Philharmonikern unter Claudio Abbado, den Wiener Philharmonikern unter Trevor Pinnock oder den Berliner Barocksolisten mit. Es entstanden Rundfunkaufnahmen im In- und Ausland, sowie zahlreiche mit Preisen (wie dem „Diapason d’or“ und dem „Goldenen Bobby“ des Verbands deutscher Tonmeister) ausgezeichnete CDs mit Orgelwerken von Bach, Boëly, Mendelssohn, Brahms, Liszt, Franck, Reger, Widor, Vierne und Förtig.
Auf der neuen Mühleisenorgel der Stuttgarter Stiftskirche spielte er im Sommer 2007 in einem Konzertzyklus sämtliche Orgelwerke von Johann Sebastian Bach (dokumentiert in einer CD-Einspielung). Als Cembalist debütierte er 2003 mit den Goldbergvariationen, 2004 folgte die Kunst der Fuge, 2005 das Wohltemperierte Klavier I. und 2006 die Sechs Partiten. Die Chor- und Orgelkompositionen Johannsens erscheinen im Carus-Verlag.
Als Dirigent führte Kay Johannsen mit seinen Klangkörpern, der Stuttgarter Kantorei, dem solistenensemble stimmkunst, sowie der Stiftsphilharmonie Stuttgart und dem Ensemble Stiftsbarock Stuttgart oratorische Werke von Georg Friedrich Händel, Felix Mendelssohn Bartholdy, Franz Schmidt (Das Buch mit sieben Siegeln), Frank Martin (Golgotha), Antonín Dvořák, Giuseppe Verdi, Edward Elgar und Wolfgang Rihm auf. Von 2011 bis 2022 erklangen unter seiner Leitung im Rahmen des Zyklus’ Bach:vokal sämtliche Vokalwerke von Johann Sebastian Bach. Seit 2023 widmet er sich in einem Zyklus der Stiftsmusik Stuttgart der Kirchenmusik von Felix Mendelssohn Bartholdy.
An der Hochschule Luzern - Musik betreut er seit 2021 eine Orgelklasse, seit dem Herbstsemester 2024 als Professor.

## Preise und Auszeichnungen
- 1. Preis beim Deutschen Musikwettbewerb, Bonn, 1988
- Staufermedaille 2018[5]

## Kompositionen (Auswahl)
- Nachtbus (Orgeloper, 2010)[6]
- Concerto for organ, strings and percussion (2014)[7]
- Ihrer ist das Himmelreich für Soli, Chor und Orchester (2015)[8]
- Credo in Deum für Soli, Chor und Orchester (2017)[9]